# モドゥーニョ
モドゥーニョ（イタリア語: Modugno）は、イタリア共和国プッリャ州バーリ県にある、人口約3万8000人の基礎自治体（コムーネ）。

## 地理

### 位置・広がり

#### 隣接コムーネ
隣接するコムーネは以下の通り。
- バーリ
- ビテット
- ビトント
- ビトリット